# Katonai teherbírási osztályozás

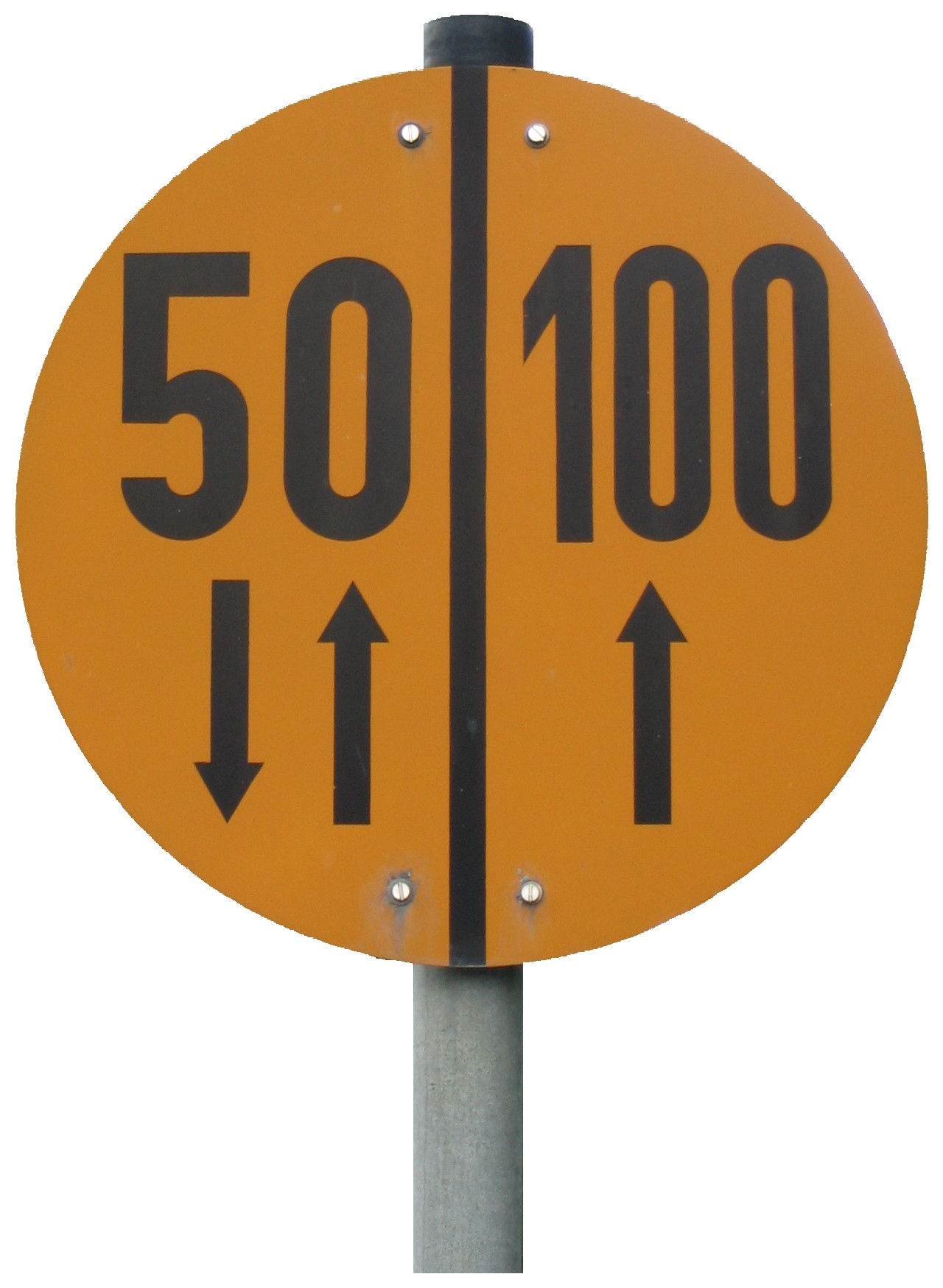
Megengedett MLC-osztályokat jelző tábla, nem téve különbséget kerekes és lánctalpas járművek között

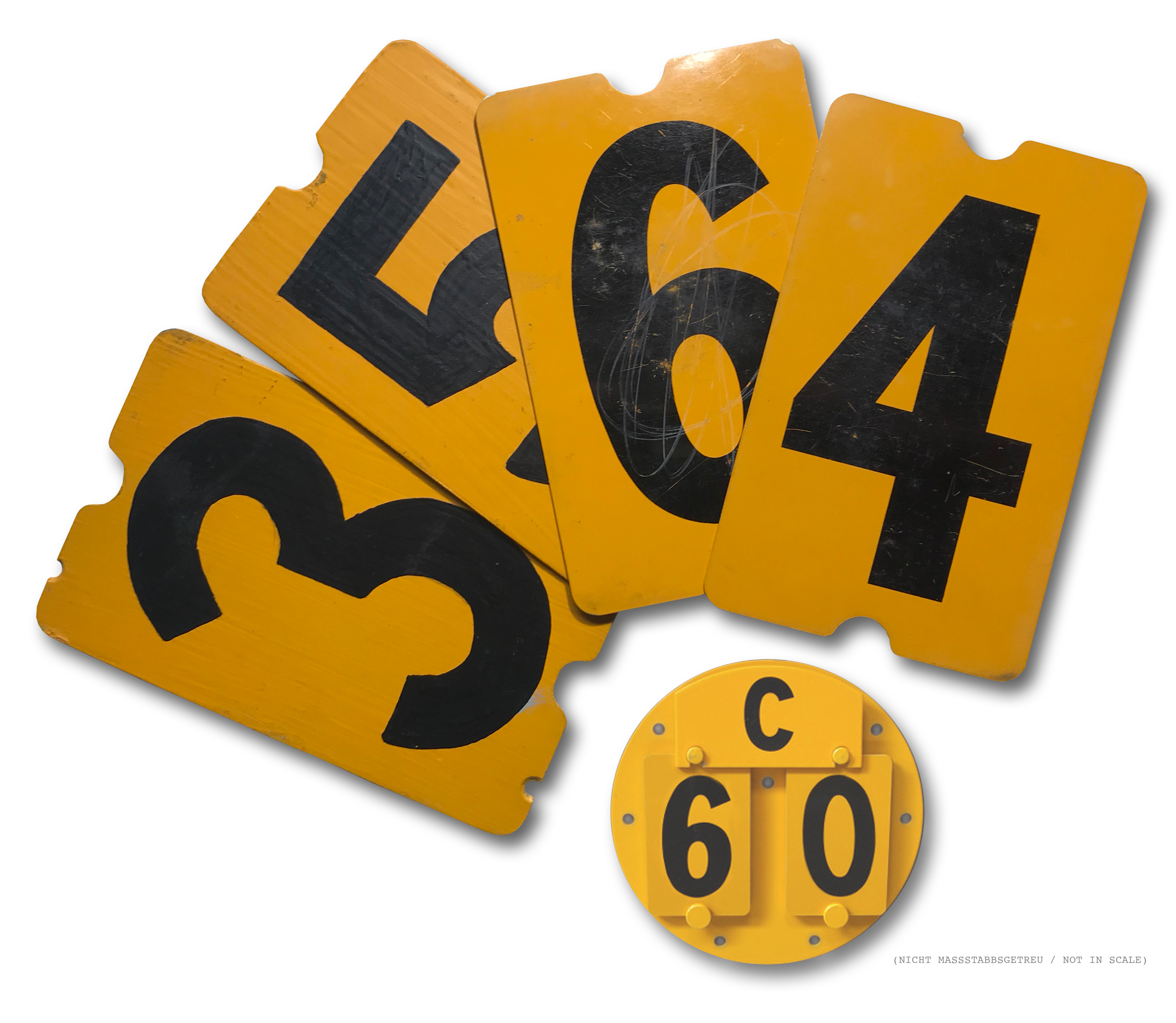
Változó MLC-osztályú járművek jelölésére használt táblák (Bundeswehr, 1983/84)

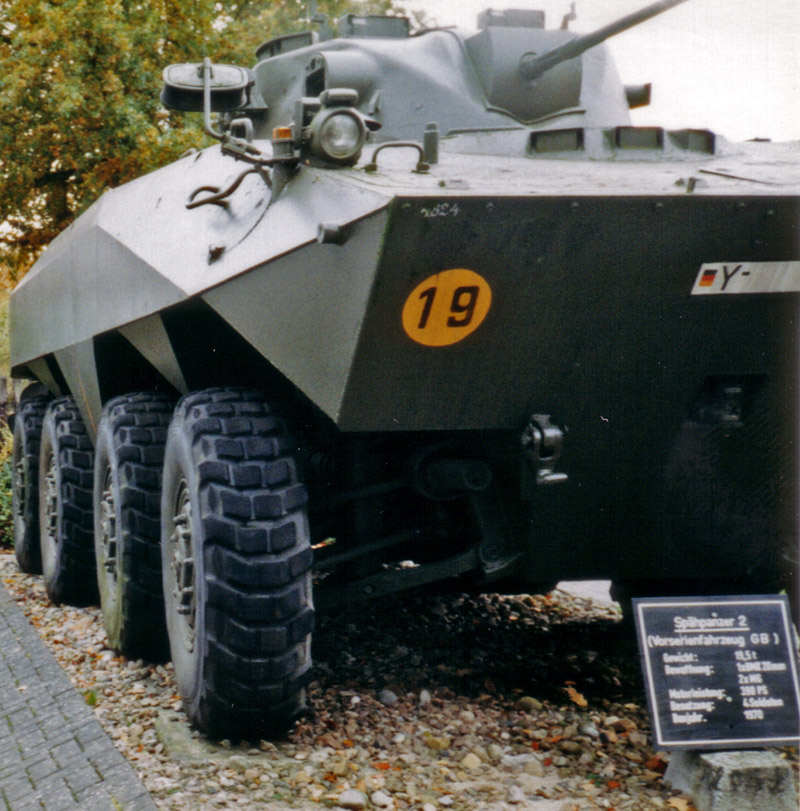
19-es MLC-osztályú Spähpanzer Luchs

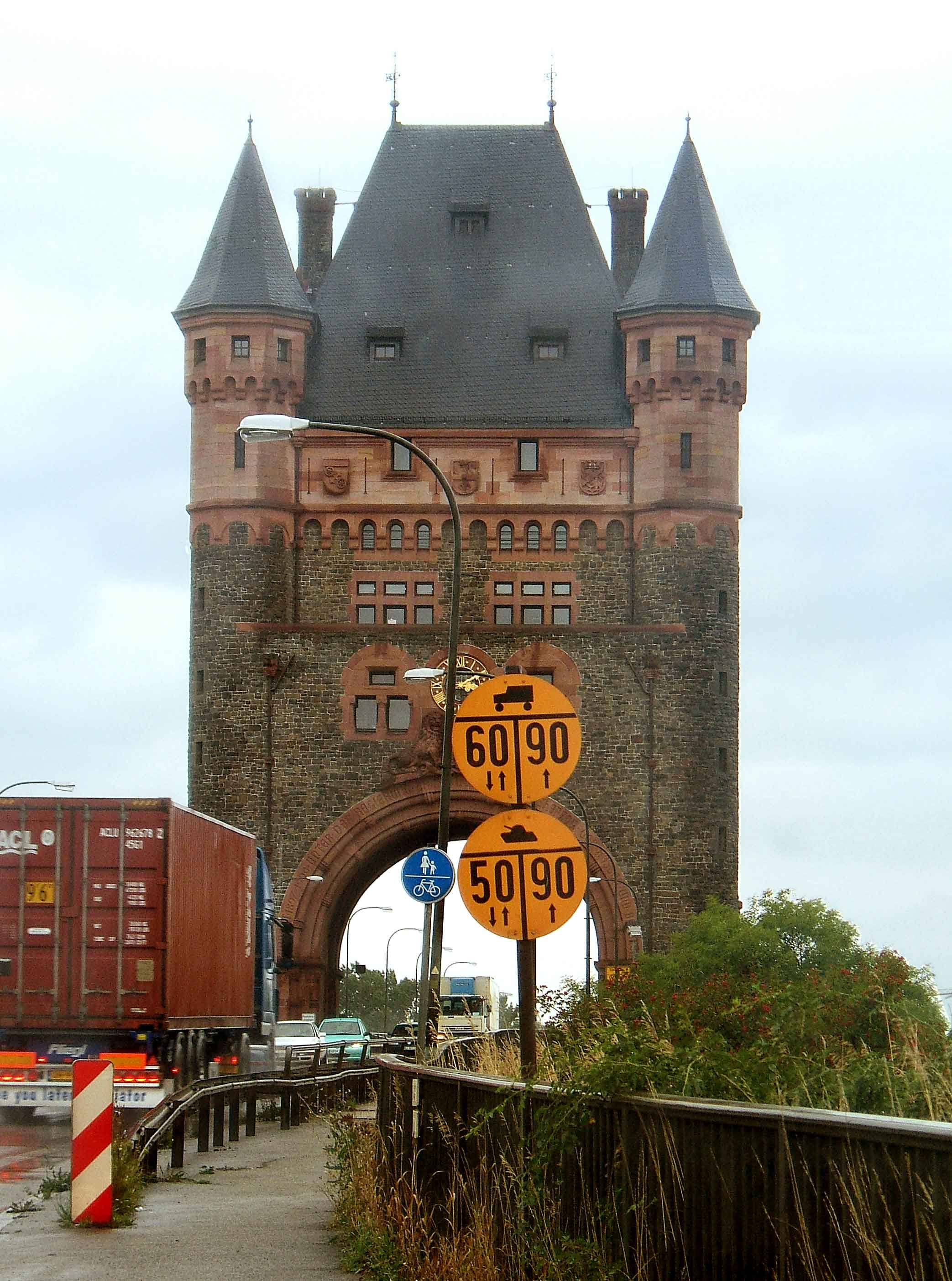
A wormsi Nibelungenbrücke: kerekes járművek MLC 60-as, lánctalpasok MLC 50-es osztályig mindkét irányban egyidejűleg is közlekedhetnek. MLC 90-es osztályig csak egyirányú forgalom engedélyezett. MLC 90-nél magasabb osztályú járművek a hídon nem közlekedhetnek.

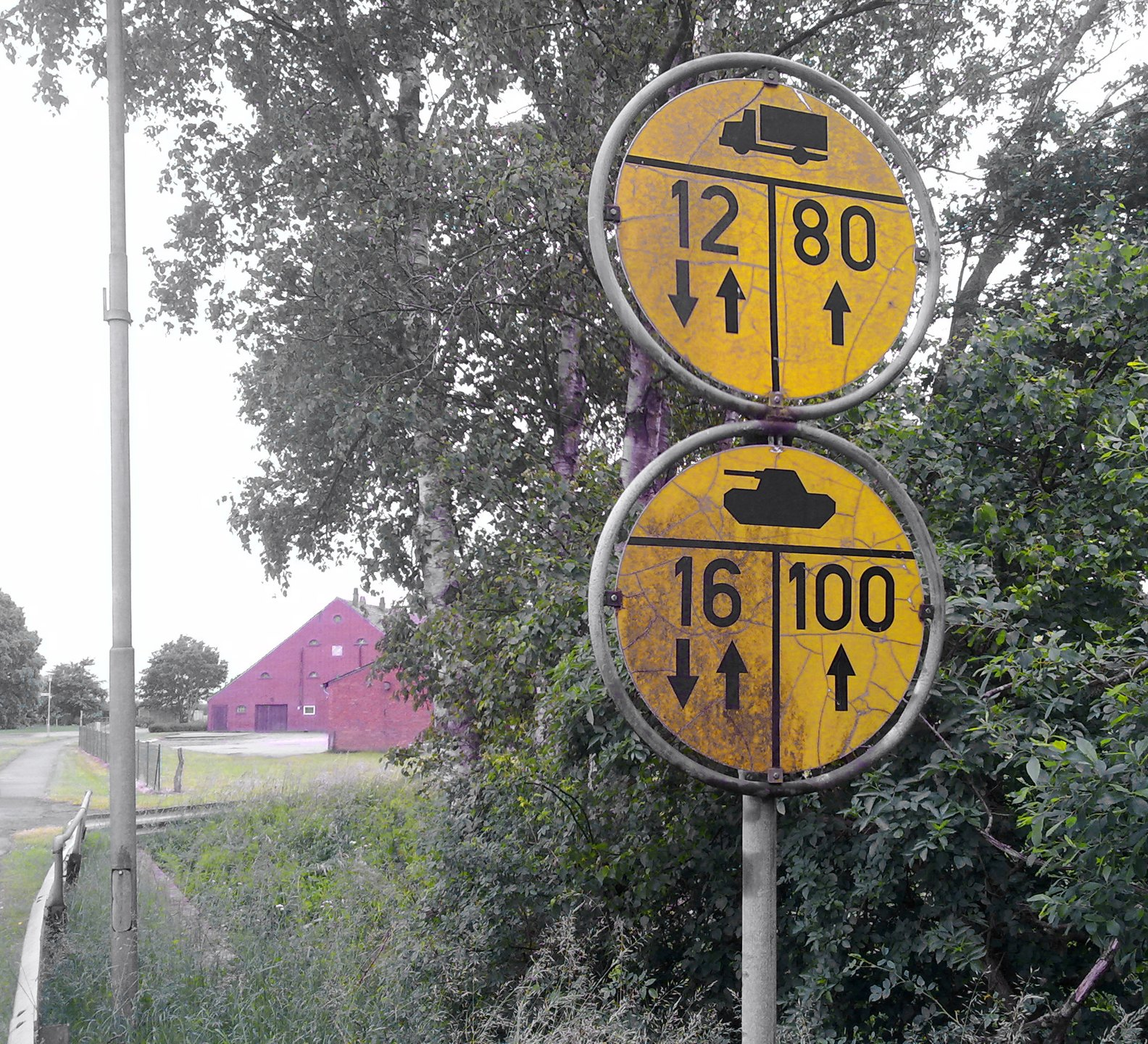
Jelentősen eltérő számok egy- illetve kétirányú forgalom esetén

A katonai teherbírási osztályozás (angolul: Military Load Classification, rövidítve: MLC) vagy MLC-osztályozás a NATO katonai gépjárműveinek súly szerinti osztályozása. Egy jármű MLC-osztálya nagyjából megfelel a jármű amerikai tonnában (short tons) kifejezett tömegének.
Ezen kívül a jármű tengelytávolságát, szélességét és magasságát, súlyának eloszlását, illetve sebességét veszik figyelembe az osztályozásnál.
Korlátolt terhelhetőségű utak és hidak esetében táblákkal jelzik, hogy azokon mely MLC-osztályú járművek közlekedhetnek.

## Járművek megjelölése
A Bundeswehr a 3 tonnánál nehezebb járműveit sorolja MLC-osztályokba. Az 1980-as évek elejéig ennek jelölése sárga körben fekete számjegyekkel történt, azóta fekete körben fehér számjegyekkel, mindig a jármű elején. Olyan járművek esetén, amiknek a tömege jellemzően változatlan, az MLC-osztályt felfestéssel jelölik. Szállításra használt járművek, teherautók esetében cserélhető számjegyeket használnak, vagy krétával jelzik a járművön az aktuális osztályt.
Összekapcsolt járművek, például utánfutós teherautók esetében az egyes járművek külön-külön vett osztályát minden jármű jobb oldalán jelzik, ezek összegét pedig a jármű elején tüntetik fel, a „C” (combination) jelzéssel kiegészítve.

## A hidak jelölése
A hidegháború alatt a NATO előírásai szerint a hidak előtt kör alakú, sárga táblákat helyeztek ki. Ezek a táblák jelezték az adott híd terhelhetőségét MLC-osztályok szerint. A táblázás során terhelhetőségi szempontból megkülönböztettek kerekes és lánctalpas járműveket, valamint különbséget tettek aszerint, hogy a hídon egy vagy mindkét irányban történik-e közlekedés. Az egyirányú közlekedésben előírás szerint az egyes járművek között legalább 100 láb (kb. 30 m) távolságot kell tartani.
| osztály | Lánctalpasok | Kerekes járművek |
| ------- | ------------ | ---------------- |
| 40      | 0 36,3 t     | 0 42,6 t         |
| 50      | 0 45,4 t     | 0 52,6 t         |
| 80      | 0 72,6 t     | 0 83,5 t         |
| 100     | 0 90,7 t     | 104,3 t          |
| 120     | 108,9 t      | 125,2 t          |

A hidak katonai közlekedési táblákkal való megjelölése:

Közlekedési tábla 5,50 m-nél keskenyebb hidakra (egyirányú forgalom)
Tábla 5,50 m-nél keskenyebb hidakta (egyirányú forgalom), különbséget téve kerekes és lánctalpas járművek között
Tábla 5,50 m-nél szélesebb hidakra (egy- vagy kétirányú forgalom)
Tábla 5,50 m-nél szélesebb hidakra (egy- vagy kétirányú forgalom), kerekes járművekre
Tábla 5,50 m-nél szélesebb hidakra (egy- vagy kétirányú forgalom), lánctalpas járművekre
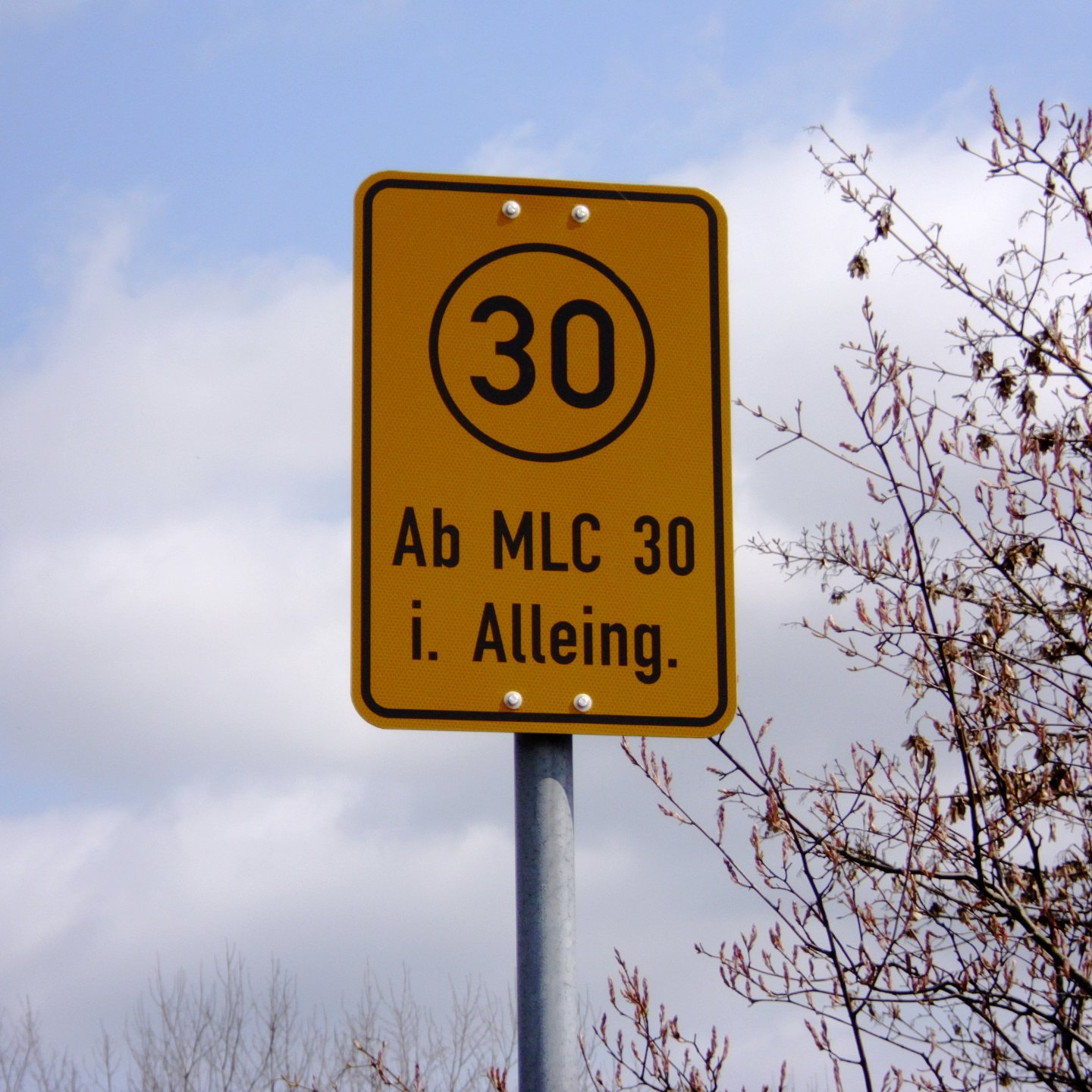
Új típusú, téglalap alakú, szöveges MLC-tábla (2010)

## Jelenlegi helyzet Németországban
2009 óta a német Szövetségi Védelmi Minisztérium (Bundesministerium der Verteidigung) már nem írja elő az utakon és hidakon a megengedett MLC-osztályt jelző táblák kihelyezését; ugyanakkor a korábban kihelyezett jelzőtáblákat nem kell eltávolítani. Németország újraegyesítése után az új szövetségi államokban a „Kettő plusz Négy”-szerződés értelmében 1995-ig nem szabadott MLC-táblákat kihelyezni, és ez azóta sem történt meg. Az MLC-táblák hiánya az új szövetségi államokban ezért az NDK és NSZK közötti különbségek egyik utolsó közúti megnyilvánulása.

## Fordítás
- Ez a szócikk részben vagy egészben  a   Militärische Lastenklasse című német Wikipédia-szócikk ezen változatának fordításán alapul.  Az eredeti cikk szerkesztőit annak laptörténete sorolja fel. Ez a jelzés csupán a megfogalmazás eredetét és a szerzői jogokat jelzi, nem szolgál a cikkben szereplő információk forrásmegjelöléseként.